# Micronycteris yatesi
Micronycteris yatesi — вид родини листконосові (Phyllostomidae), ссавець ряду лиликоподібні (Vespertilioniformes, seu Chiroptera).

## Етимологія
Цей вид названий на честь Террі Леймон Єтса (Terry Lamon Yates, 1950–2007) за його величезний внесок у знання болівійських ссавців і навчання болівійських біологів.

## Опис
Невеликого розміру, із загальною довжиною між 48,5 і 60,08 мм, довжина передпліччя між 36,5 і 36,7 мм, довжина хвоста між 7 і 9,17 мм, довжина стопи між 11,4 і 11,71 мм, довжина вух між 15,64 і 18,27 мм.
Шерсть довга. Спинна частина в діапазоні від оливково-коричневого до коричневого кольору з білою основою волосся, в той час як черевна частина біла з жовто-коричнево-ясним животом. Рило подовжене, лист носа добре розвинений, і ланцетовий з передньої частини, приварений до верхньої губи лише на основі.

## Середовище проживання
Цей вид відомий в трьох селах Центральної і Східної Болівії. Живе в сухих лісах, Серрадо і Юнгас між 220 і 1800 метрів над рівнем моря.

## Звички
Харчується комахами.